# Copa Nacional de Clubes 2023
La Copa Nacional de Clubes 2023 fue la 58ª edición del torneo de clubes del interior más importante de Uruguay y la 19ª bajo el nombre de Copa Nacional de Clubes. Es organizado por la Organización del Fútbol del Interior. El campeón defensor es Central de San José.

## Participantes

### Divisional A
| Departamento   | Cantidad | Clubes                                                                               |
| -------------- | -------- | ------------------------------------------------------------------------------------ |
| San José       | 4        | Central (San José) Río Negro (San José) Campana (Libertad) Juventud Unida (Libertad) |
| Canelones      | 3        | Progreso (Estación Atlántida) Juanicó (Juanicó) Wanderers (Santa Lucía)              |
| Maldonado      | 3        | Ituzaingó (Punta del Este) Libertad (San Carlos) Piriápolis (Piriápolis)             |
| Colonia        | 2        | Juventud (Colonia) Nacional (Nueva Helvecia)                                         |
| Florida        | 2        | Quilmes (Florida) Boquita (Sarandí Grande)                                           |
| Lavalleja      | 2        | Lavalleja (Minas) Barrio Olímpico (Minas)                                            |
| Paysandú       | 2        | Bella Vista (Paysandú) Huracán (Paysandú)                                            |
| Salto          | 2        | Ferro Carril (Salto) Universitario (Salto)                                           |
| Río Negro      | 1        | Laureles (Fray Bentos)                                                               |
| Soriano        | 1        | Sportivo Barracas (Dolores)                                                          |
| Tacuarembó     | 1        | Wanderers (Tacuarembó)                                                               |
| Treinta y Tres | 1        | Huracán (Treinta y Tres)                                                             |

## Formato de competencia
En la fase de grupos, los 24 equipos se dividen en seis series de cuatro equipos cada una y juegan entre sí a dos rondas, totalizando así seis partidos por equipo. 
Clasifican los dos primeros de cada serie y los cuatro mejores terceros. 
Los dos peores terceros jugarán por la permanencia junto a los seis peores perdedores de serie de los octavos de final. 
Los equipos posicionados últimos de cada serie perderán la categoría. 
Los mejores cuatro primeros de cada serie de la primera fase se cruzarán con los mejores cuatro terceros clasificados. 
Los cruces se ordenarán según su posición en la primera fase. Los cruces entre los dos peores primeros contra segundos y los cruces entre segundos, se ordenarán según el orden de la series.

## Desarrollo

### Fase de grupos

#### Serie A

##### Posiciones
| Pos. | Equipo                 | Pts. | PJ | PG | PE | PP | GF | GC | Dif. |
| ---- | ---------------------- | ---- | -- | -- | -- | -- | -- | -- | ---- |
| 1.º  | Universitario (Salto)  | 15   | 6  | 5  | 0  | 1  | 12 | 5  | 7    |
| 2.º  | Ferrocarril (Salto)    | 12   | 6  | 4  | 0  | 2  | 6  | 4  | 2    |
| 3.º  | Huracán (Paysandú)     | 6    | 6  | 2  | 0  | 4  | 6  | 6  | 0    |
| 4.º  | Wanderers (Tacuarembó) | 3    | 6  | 1  | 0  | 5  | 5  | 14 | −9   |

|  | Clasificados a la segunda ronda.               |
|  | Clasificado a segunda ronda como mejor tercero |
|  | Promoción por la permanencia                   |
|  | Descendido                                     |

##### Resultados
| Wanderers    | 2 - 1 | Huracán       | Raúl Goyenola       | 22 de abril |
| Ferro Carril | 2 - 1 | Universitario | Parque Luis Merazzi | 23 de abril |

| Huracán   | 1 - 2 | Universitario | Parque Agustín Rivabén | 30 de abril |
| Wanderers | 1 - 2 | Ferro Carril  | Raúl Goyenola          | 30 de abril |

| Ferro Carril  | 0 - 1 | Huracán   | Parque Luis Merazzi | 7 de mayo |
| Universitario | 4 - 1 | Wanderers | Ernesto Dickinson   | 7 de mayo |

| Universitario | 1 - 0 | Ferro Carril | Ernesto Dickinson                  | 20 de mayo |
| Huracán       | 3 - 0 | Wanderers    | Parque Hermanos Aguinaga Thomasset | 21 de mayo |

| Huracán   | 0 - 1 | Ferro Carril  | Parque Hermanos Aguinaga Thomasset | 27 de mayo |
| Wanderers | 1 - 3 | Universitario | Raúl Goyenola                      | 27 de mayo |

| Ferro Carril  | 1 - 0 | Wanderers | Parque Luis Merazzi | 4 de junio |
| Universitario | 1 - 0 | Huracán   | Club Nacional       | 4 de junio |

#### Serie B

##### Posiciones
| Pos. | Equipo                          | Pts. | PJ | PG | PE | PP | GF | GC | Dif. |
| ---- | ------------------------------- | ---- | -- | -- | -- | -- | -- | -- | ---- |
| 1.º  | Atlético Bella Vista (Paysandú) | 10   | 6  | 3  | 1  | 2  | 6  | 5  | 1    |
| 2.º  | Sportivo Barracas (Dolores)     | 10   | 6  | 3  | 1  | 2  | 6  | 9  | −3   |
| 3.º  | Laureles (Fray Bentos)          | 9    | 6  | 3  | 0  | 3  | 10 | 6  | 4    |
| 4.º  | Nacional (Nueva Helvecia)       | 6    | 6  | 2  | 0  | 4  | 6  | 8  | −2   |

|  | Clasificados a la segunda ronda.               |
|  | Clasificado a segunda ronda como mejor tercero |
|  | Promoción por la permanencia                   |
|  | Descendido                                     |

##### Resultados
| Sportivo Barracas | 2 - 1 | Nacional | Eduardo Piazze   | 23 de abril |
| Bella Vista       | 2 - 1 | Laureles | Parque Don Bosco | 23 de abril |

| Nacional          | 0 - 1 | Laureles    | Club Nacional de Nueva Helvecia | 29 de abril |
| Sportivo Barracas | 1 - 0 | Bella Vista | Eduardo Piazze                  | 30 de abril |

| Bella Vista | 2 - 1 | Nacional          | Parque Don Bosco       | 7 de mayo |
| Laureles    | 1 - 2 | Sportivo Barracas | Parque Pablo E. Abbate | 7 de mayo |

| Laureles | 1 - 2 | Bella Vista       | Parque Pablo E. Abbate          | 21 de mayo |
| Nacional | 3 - 1 | Sportivo Barracas | Club Nacional de Nueva Helvecia | 21 de mayo |

| Nacional          | 1 - 0 | Bella Vista | Club Nacional de Nueva Helvecia | 28 de mayo |
| Sportivo Barracas | 0 - 4 | Laureles    | Eduardo Piazze                  | 28 de mayo |

| Bella Vista | 0 - 0 | Sportivo Barracas | Parque Don Bosco       | 4 de junio |
| Laureles    | 2 - 0 | Nacional          | Parque Pablo E. Abbate | 4 de junio |

#### Serie C

##### Posiciones
| Pos. | Equipo                   | Pts. | PJ | PG | PE | PP | GF | GC | Dif. |
| ---- | ------------------------ | ---- | -- | -- | -- | -- | -- | -- | ---- |
| 1.º  | Libertad (San Carlos)    | 12   | 6  | 4  | 0  | 2  | 13 | 9  | 4    |
| 2.º  | Piriápolis               | 11   | 6  | 3  | 2  | 1  | 12 | 7  | 5    |
| 3.º  | Barrio Olímpico (Minas)  | 8    | 6  | 2  | 2  | 2  | 10 | 8  | 2    |
| 4.º  | Huracán (Treinta y Tres) | 3    | 6  | 1  | 0  | 5  | 10 | 21 | −11  |

|  | Clasificados a la segunda ronda.               |
|  | Clasificado a segunda ronda como mejor tercero |
|  | Promoción por la permanencia                   |
|  | Descendido                                     |

##### Resultados
| Barrio Olímpico | 0 - 0 | Piriápolis | Eugenio Perdomo | 23 de abril |
| Libertad        | 3 - 1 | Huracán    | Club San Carlos | 23 de abril |

| Barrio Olímpico | 1 - 2 | Libertad | Parque Walter Montero    | 29 de abril |
| Piriápolis      | 2 - 0 | Huracán  | Complejo Anselmo Meirana | 30 de abril |

| Libertad | 0 - 3 | Piriápolis      | Municipal de Aigúa           | 7 de mayo |
| Huracán  | 4 - 2 | Barrio Olímpico | Centro Empleados de Comercio | 7 de mayo |

| Piriápolis | 1 - 1 | Barrio Olímpico | Complejo Anselmo Meirana     | 20 de mayo |
| Huracán    | 2 - 4 | Libertad        | Centro Empleados de Comercio | 21 de mayo |

| Piriápolis      | 1 - 4 | Libertad | Complejo Anselmo Meirana | 27 de mayo |
| Barrio Olímpico | 5 - 1 | Huracán  | Parque Walter Montero    | 27 de mayo |

| Libertad | 0 - 1 | Barrio Olímpico | Parque Luis Merazzi          | 3 de junio |
| Huracán  | 2 - 5 | Piriápolis      | Centro Empleados de Comercio | 3 de junio |

#### Serie D

##### Posiciones
| Pos. | Equipo                   | Pts. | PJ | PG | PE | PP | GF | GC | Dif. |
| ---- | ------------------------ | ---- | -- | -- | -- | -- | -- | -- | ---- |
| 1.º  | Juanicó                  | 12   | 6  | 4  | 0  | 2  | 8  | 9  | −1   |
| 2.º  | Boquita (Sarandí Grande) | 10   | 6  | 3  | 1  | 2  | 9  | 9  | 0    |
| 3.º  | Río Negro (San José)     | 8    | 6  | 2  | 2  | 2  | 9  | 4  | 5    |
| 4.º  | Central (San José)       | 3    | 6  | 0  | 3  | 3  | 4  | 8  | −4   |

|  | Clasificados a la segunda ronda.               |
|  | Clasificado a segunda ronda como mejor tercero |
|  | Promoción por la permanencia                   |
|  | Descendido                                     |

##### Resultados
| Central | 1 - 2 | Juanicó   | Casto Martínez Laguarda | 22 de abril |
| Boquita | 2 - 1 | Río Negro | Batalla de Sarandí      | 23 de abril |

| Central | 1 - 1 | Boquita   | Casto Martínez Laguarda  | 29 de abril |
| Juanicó | 1 - 0 | Río Negro | Eduardo Martínez Monegal | 30 de abril |

| Río Negro | 0 - 0 | Central | Casto Martínez Laguarda      | 6 de mayo |
| Boquita   | 1 - 2 | Juanicó | Centro Empleados de Comercio | 7 de mayo |

| Río Negro | 4 - 0 | Boquita | Casto Martínez Laguarda  | 21 de mayo |
| Juanicó   | 2 - 1 | Central | Eduardo Martínez Monegal | 21 de mayo |

| Juanicó | 1 - 3 | Boquita   | Eduardo Martínez Monegal | 28 de mayo |
| Central | 1 - 1 | Río Negro | Casto Martínez Laguarda  | 28 de mayo |

| Boquita   | 2 - 0 | Central | Batalla de Sarandí      | 3 de junio |
| Río Negro | 3 - 0 | Juanicó | Casto Martínez Laguarda | 3 de junio |

#### Serie E

##### Posiciones
| Pos. | Equipo                        | Pts. | PJ | PG | PE | PP | GF | GC | Dif. |
| ---- | ----------------------------- | ---- | -- | -- | -- | -- | -- | -- | ---- |
| 1.º  | Ituzaingó (Punta del Este)    | 9    | 6  | 2  | 3  | 1  | 7  | 8  | −1   |
| 2.º  | Lavalleja (Minas)             | 8    | 6  | 1  | 5  | 0  | 8  | 5  | 3    |
| 3.º  | Wanderers (Santa Lucía)       | 7    | 6  | 1  | 4  | 1  | 4  | 4  | 0    |
| 4.º  | Progreso (Estación Atlántida) | 4    | 6  | 0  | 4  | 2  | 5  | 7  | −2   |

|  | Clasificados a la segunda ronda.               |
|  | Clasificado a segunda ronda como mejor tercero |
|  | Promoción por la permanencia                   |
|  | Descendido                                     |

##### Resultados
| Lavalleja | 4 - 1 | Ituzaingó | Alfredo García Montero | 22 de abril |
| Wanderers | 0 - 0 | Progreso  | Marcelo Briano         | 23 de abril |

| Ituzaingó | 1 - 0 | Progreso  | Parque San Rafael      | 29 de abril |
| Lavalleja | 1 - 1 | Wanderers | Alfredo García Montero | 30 de abril |

| Wanderers | 1 - 1 | Ituzaingó | Marcelino Briano             | 7 de mayo |
| Progreso  | 1 - 1 | Lavalleja | Centro Empleados de Comercio | 7 de mayo |

| Progreso  | 0 - 1 | Wanderers | Eduardo Martínez Monegal | 20 de mayo |
| Ituzaingó | 0 - 0 | Lavalleja | Parque San Rafael        | 20 de mayo |

| Lavalleja | 2 - 2 | Progreso  | Parque Alfredo García Montero | 27 de mayo |
| Ituzaingó | 2 - 1 | Wanderers | Parque San Rafael             | 28 de mayo |

| Wanderers | 0 - 0 | Lavalleja | Marcelino Briano         | 3 de junio |
| Progreso  | 2 - 2 | Ituzaingó | Eduardo Martínez Monegal | 3 de junio |

#### Serie F

##### Posiciones
| Pos. | Equipo                    | Pts. | PJ | PG | PE | PP | GF | GC | Dif. |
| ---- | ------------------------- | ---- | -- | -- | -- | -- | -- | -- | ---- |
| 1.º  | Juventud Unida (Libertad) | 11   | 6  | 3  | 2  | 1  | 6  | 2  | 4    |
| 2.º  | Juventud (Colonia)        | 8    | 6  | 2  | 2  | 2  | 5  | 7  | −2   |
| 3.º  | Quilmes (Florida)         | 7    | 6  | 1  | 4  | 1  | 7  | 5  | 2    |
| 4.º  | Campana (Libertad)        | 6    | 6  | 2  | 0  | 4  | 6  | 10 | −4   |

|  | Clasificados a la segunda ronda.               |
|  | Clasificado a segunda ronda como mejor tercero |
|  | Promoción por la permanencia                   |
|  | Descendido                                     |

##### Resultados
| Juventud Unida | 1 - 0 | Campana  | Casto Martínez Laguarda | 22 de abril |
| Quilmes        | 0 - 0 | Juventud | Complejo Club Quilmes   | 23 de abril |

| Juventud | 1 - 0 | Campana        | Club Juventud         | 30 de abril |
| Quilmes  | 1 - 1 | Juventud Unida | Complejo Club Quilmes | 30 de abril |

| Juventud Unida | 3 - 0 | Juventud | Complejo 1° de Mayo     | 7 de mayo |
| Campana        | 0 - 3 | Quilmes  | Casto Martínez Laguarda | 7 de mayo |

| Juventud | 1 - 1 | Quilmes        | Club Juventud    | 20 de mayo |
| Campana  | 0 - 1 | Juventud Unida | Adelaido Camaití | 21 de mayo |

| Juventud | 1 - 0 | Juventud Unida | Club Juventud         | 28 de mayo |
| Quilmes  | 2 - 3 | Campana        | Complejo Club Quilmes | 28 de mayo |

| Juventud Unida | 0 - 0 | Quilmes  | Complejo 1° de Mayo | 3 de junio |
| Campana        | 3 - 2 | Juventud | Adelaido Camaití    | 3 de junio |

#### Tabla de Terceros
| Pos. | Equipo                  | Pts. | PJ | PG | PE | PP | GF | GC | Dif. |
| ---- | ----------------------- | ---- | -- | -- | -- | -- | -- | -- | ---- |
| 1.º  | Laureles (Fray Bentos)  | 9    | 6  | 3  | 0  | 3  | 10 | 6  | 4    |
| 2.º  | Río Negro (San José)    | 8    | 6  | 2  | 2  | 2  | 9  | 4  | 5    |
| 3.º  | Barrio Olímpico (Minas) | 8    | 6  | 2  | 2  | 2  | 10 | 8  | 2    |
| 4.º  | Quilmes (Florida)       | 7    | 6  | 1  | 4  | 1  | 7  | 5  | 2    |
| 5.º  | Wanderers (Santa Lucía) | 7    | 6  | 1  | 4  | 1  | 4  | 4  | 0    |
| 6.º  | Huracán (Paysandú)      | 6    | 6  | 2  | 0  | 4  | 6  | 6  | 0    |

|  | Clasificado a segunda ronda como mejor tercero |
|  | Promoción por la permanencia                   |

### Octavos de final
| Equipo 1                    | Agr.         | Equipo 2                   | Ida | Vuelta |
| --------------------------- | ------------ | -------------------------- | --- | ------ |
| Quilmes (Florida)           | 2–6          | Universitario (Salto)      | 0-3 | 2-3    |
| Sportivo Barracas (Dolores) | 1–3          | Ferro Carril (Salto)       | 1-0 | 0-3    |
| Boquita (Sarandí Grande)    | 1–2          | Bella Vista (Paysandú)     | 0-0 | 1-2    |
| Barrio Olímpico (Minas)     | 1–6          | Libertad (San Carlos)      | 0-2 | 1-4    |
| Lavalleja (Minas)           | 3–2          | Piriápolis (Piriápolis)    | 2-1 | 1-1    |
| Río Negro (San José)        | 1–1 (5–3 p.) | Juanicó (Juanicó)          | 0-1 | 1-0    |
| Juventud (Colonia)          | 1–1 (2–3 p.) | Ituzaingó (Punta del Este) | 0-0 | 1-1    |
| Laureles (Fray Bentos)      | 3–2          | Juventud Unida (Libertad)  | 1-1 | 2-1    |

#### Tabla de eliminados
| Pos. | Equipo                      | Pts. | PJ | PG | PE | PP | GF | GC | Dif. |
| ---- | --------------------------- | ---- | -- | -- | -- | -- | -- | -- | ---- |
| 1.º  | Juanicó (Juanicó)           | 3    | 2  | 1  | 0  | 1  | 1  | 1  | 0    |
| 2.º  | Sportivo Barracas (Dolores) | 3    | 2  | 1  | 0  | 1  | 1  | 3  | −2   |
| 3.º  | Juventud (Colonia)          | 2    | 2  | 0  | 2  | 0  | 1  | 1  | 0    |
| 4.º  | Juventud Unida (Libertad)   | 1    | 2  | 0  | 1  | 1  | 2  | 3  | −1   |
| 5.º  | Piriápolis (Piriápolis)     | 1    | 2  | 0  | 1  | 1  | 2  | 3  | −1   |
| 6.º  | Boquita (Sarandí Grande)    | 1    | 2  | 0  | 1  | 1  | 1  | 2  | −1   |
| 7.º  | Quilmes (Florida)           | 0    | 2  | 0  | 0  | 2  | 2  | 6  | −4   |
| 8.º  | Barrio Olímpico (Minas)     | 0    | 2  | 0  | 0  | 2  | 1  | 6  | −5   |

|  | Permanece en Divisional A    |
|  | Promoción por la permanencia |

### Repechaje
Los dos peores terceros de la fase de grupos y los seis peores perdedores de los octavos de final disputan la permanencia en la categoría.
Los ganadores mantienen la categoría, los perdedores pierden la categoría.
| Equipo 1                | Agr.         | Equipo 2                  | Ida | Vuelta |
| ----------------------- | ------------ | ------------------------- | --- | ------ |
| Huracán (Paysandú)      | 4-2          | Juventud (Colonia)        | 4-0 | 0-2    |
| Wanderers (Santa Lucía) | 0–2          | Juventud Unida (Libertad) | 0-0 | 0-2    |
| Barrio Olímpico (Minas) | 1–2          | Piriápolis (Piriápolis)   | 0–0 | 1-2    |
| Quilmes (Florida)       | 3–3 (2–4 p.) | Boquita (Sarandí Grande)  | 1-3 | 2-0    |

### Cuartos de final
| Equipo 1               | Agr. | Equipo 2                   | Ida | Vuelta |
| ---------------------- | ---- | -------------------------- | --- | ------ |
| Ferro Carril (Salto)   | 2–3  | Universitario (Salto)      | 2-2 | 0-1    |
| Libertad (San Carlos)  | 2–1  | Bella Vista (Paysandú)     | 1-1 | 1-0    |
| Río Negro (San José)   | 4–2  | Lavalleja (Minas)          | 4–1 | 0-1    |
| Laureles (Fray Bentos) | 3–2  | Ituzaingó (Punta del Este) | 2-1 | 1-1    |

### Semifinales
| Equipo 1               | Agr. | Equipo 2              | Ida | Vuelta |
| ---------------------- | ---- | --------------------- | --- | ------ |
| Libertad (San Carlos)  | 3–4  | Universitario (Salto) | 1-3 | 2-1    |
| Laureles (Fray Bentos) | 1–0  | Río Negro (San José)  | 1-0 | 0-0    |

### Final
| Equipo 1              | Agr. | Equipo 2               | Ida | Vuelta |
| --------------------- | ---- | ---------------------- | --- | ------ |
| Universitario (Salto) | 5–2  | Laureles (Fray Bentos) | 1-2 | 4-0    |

|  | Copa Nacional de Clubes 2023 Universitario (Salto) 1er título |

## Goleadores
| Jugador              | Equipo                  | Goles |
| -------------------- | ----------------------- | ----- |
| Matías Taváres       | Libertad (San Carlos)   | 8     |
| George Dos Santos    | Universitario (Salto)   | 6     |
| Christian Alba       | Río Negro (San José)    | 5     |
| Andrés Berrueta      | Lavalleja (Minas)       | 5     |
| Federico Castellanos | Piriápolis (Piriápolis) | 5     |
| Ricardo Laforcada    | Bella Vista (Paysandú)  | 5     |
| Diego Torres Siré    | Juanicó (Juanicó)       | 5     |
| Agustín Giosa        | Libertad (San Carlos)   | 5     |
| Martín Silva         | Universitario (Salto)   | 5     |